# Nanna semigrisea
Nanna semigrisea – gatunek motyla z rodziny mrocznicowatych i podrodziny niedźwiedziówkowatych.
Gatunek ten opisany został w 2013 roku przez Antonia Durante, Emelie Arlette Apinda-Legnouo i Chiarę Romano, którzy jako miejsce typowe wskazali Makokou-Ipassę.
Ciało ochrowożółte, miejscami szarawobiałe. Samce osiągają od 36 do 41 mm rozpiętości skrzydeł, a samice 31 mm. Podstawowa barwa przednich skrzydeł jasnoszara, ciemniejsza od spodu, a tylnych biała. Samce mają narządy rozrodcze o dobrze widocznym processus basalis plicae, krótszym niż połowa długości walw, silniej zakrzywionym i dłuższym niż u N. collinsi. Edeagus mniej niż pięciokrotnie dłuższy od swej średniej szerokości.
Motyl afrotropikalny, znany tylko z Gabonu.